# Институт за балкански изследвания
Институтът за балкански изследвания (на гръцки: Ίδρυμα Μελετών Χερσονήσου του Αίμου) е гръцка научна организация, създадена в Солун през март 1953 година.
Има за цел изучаването на Балканския полуостров и неговата история, археология, култура, международни отношения, икономика и други. Институтът за балкански изследвания е създаден първоначално като клон на Обществото за македонски изследвания. Институтът е самостоятелна организация под егидата на Министерството на културата на Гърция от 1974 година.
От 1960 година Институтът публикува годишника „Болкан Стадис“, неговия основен орган, а от 1980 година и „Валканика Симикта“.